# 最小均方误差
在統計學和信号处理中，最小均方误差（英語：Minimum mean-square error，缩写MMSE）估計是一种使均方误差（MSE）最小化的估计函数，其通常被称为最优估计。